# 小行星20834
小行星20834（20834 Allihewlett）是一颗绕太阳运转的小行星，为主小行星带小行星。该小行星于2000年10月24日发现。

## 轨道参数
小行星20834的轨道半长轴为2.2848147 UA，离心率为0.171。